# Ступин, Александр Васильевич
Алекса́ндр Васи́льевич Сту́пин (13 [24] февраля 1776, Арзамас, Нижегородская губерния — 31 июля [12 августа] 1861, там же) — русский живописец и педагог, основатель и руководитель первой в Российской Империи провинциальной художественной школы (1802—1861). Академик Императорской Академии художеств (с 1809).

## Биография
Родился 13 (24) февраля 1776 года в дворянской семье, но вскоре после рождения, был отдан на воспитание арзамасской мещанке Ступиной, которая впоследствии усыновила его и записала в арзамасские мещане под своей фамилией. Был отдан обучению иконописи; научился поправлять старые и писать новые образа, но опыты эти успеха не имели, и он забросил их. Через короткое время он попал в полицейские десятские. Затем в его судьбу вмешались родные, приёмная мать и родная сестра, пожелавшие видеть его чиновником; по их настоянию он женился и отправился в Нижний Новгород, где, при содействии рекомендательных писем, был принят на службу подканцеляристом в местное губернское правление, в отделение советника Ребендера. 
Вернувшись в Арзамас, в сентябре 1797 года он открыл в нём собственную мастерскую и стал принимать учеников, что дало ему возможность брать на себя более значительные живописные заказы (преимущественно образа). Работы его имели успех и доставляли ему хороший заработок, так что в скором времени он получил возможность построить в Арзамасе собственный дом, куда и перешёл вместе с своим семейством и учениками. Понимая, однако, что без специального образования он никогда не сделается настоящим художником, оставив семью, мастерскую и учеников, он отправился в Петербург, где, по совету проживавшего там своего родственника В. Турина, в начале 1800 года поступил вольноприходящим учеником в Императорскую Академию художеств, где обучался под руководством И. А. Акимова, особенно же способствовал его успехам в рисовании А. Е. Егоров. Уже в следующем, 1801 году, Ступин получил малую серебряную медаль за рисунок с натуры. Окончив курс в 1802 году со званием художника 1-й степени, возвратился в Арзамас и устроил там рисовальную школу — первое и в течение долгого времени единственное частное учреждение подобного рода в России.
Поскольку плата за учёбу была незначительной, главным источником финансирования школы являлись заказы на роспись храмов и иконостасов. В 1808 году школа переехала из дома своего основателя в более просторное здание в районе городского центра, приобретённое в долг; под музей был отведён каретный сарай. В 1813 году М. П. Коринфский осуществил перестройку здания школы.
В 1809 году академия приняла эту школу под своё покровительство, наградила её основателя и руководителя званием академика и с того времени оказывала ему поддержку присылкой оригиналов и гипсовых копий с античных статуй для копирования учениками школы и выдачей лучшим из них поощрительных серебряных медалей.
В 1822 году Ступин занимался оформлением строившегося на территории Нижегородской ярмарки Спасского собора.
Арзамасская школа, просуществовав 59 лет, подготовила многих выдающихся художников, в их числе: Е. Ф. Крендовский, Н. М. Алексеев, И. Горбунов, В. Е. Раев, В. Г. Перов. Управлял школой сначала один Ступин, сам занимаясь в ней преподаванием при помощи нанятого наставника некоторых элементарных наук, но в 1836 году он передал её в заведование своему бывшему ученику Н. М. Алексееву, который был женат на дочери Ступина.

В 1842 году дом и школа Ступина сильно пострадали от пожара, причиной которого стал поджог «злонамеренных людей».
Одновременно с открытием школы был устроен в том же здании небольшой музей, в собрании которого имелись подлинные работы Д. Г. Левицкого, В. К. Шебуева, А. Г. Варнека, А. Е. Егорова, К. П. Брюллова, множество оригинальных рисунков; была своя библиотека. Основной целью создания музея было обслуживание учебных нужд, но его посещали и посторонние: по свидетельству В. Раева в Святочную неделю школу и музей с удовольствием осматривали замужние женщины и молодые девушки. Школу посещали чиновники, духовенство, проезжие знаменитости, в числе их: Джордж Доу, Я. И. Данилевский. Единственный каталог музея, составленный в 1859 году, указывал, что в нём было 52 картины и около 2000 эстампов, в основном— работы известных русских художников XIX века.
Вскоре после смерти Ступина 31 июля (12 августа) 1861 года, арзамасская художественная школа была закрыта.
Александр Васильевич Ступин похоронен на Всехсвятском кладбище города Арзамаса.

## Семья
Жена:  
- Дочь — Клавдия Александровна Алексеева. В 1834 г. вышла замуж за художника Алексеева-Сыромянского Николая Михайловича (1813-1880).
  - Внучка - Елизавета Николаевна Яковлева - в замужестве за сыном Генерал-майора Яковлева. В 1867 г. проживала г.Санкт-Петербург на Васильевском Острове между Средним и малым проспектом в доме Савиной в 6 линии.
  - Внук  - Михаил Николаевич Алексеев (1842 г.р. г. Арзамас - ?), учился в Императорской Академии художеств . После окончания получил звание классного художника 3-й степени.
  - Внучка - Мария Николаевна Алексеева.
- Сын — Рафаил Александрович Ступин, художник, выпускник Императорской Академии художеств. Работы Рафаила Ступина хранятся в музеях Санкт-Петербурга, Саратова, Казани, Арзамаса.

## Награды
В 1834 году Ступин был награждён орденом Св. Анны 3-й степени «за отличные заслуги по учреждению собственным иждивением в 1802 г., в Арзамасе, художественной школы»; 
в 1845 году — орденом Святого Владимира 4-й степени «за распространение живописи в отечестве и за сорокалетнее существование его школы».

## Выдающиеся ученики
С 1802 по 1861 гг. Арзамасская школа живописи А.В.Ступина выпустила более 170 учеников. 
Среди них выдающиеся художники и зодчие:
Перов Василий Григорьевич
Алексеев Николай Михайлович
Крендовский Евграф Федорович
Коринфский Михаил Петрович
Макаров Кузьма Александрович
Ступин Рафаил Александрович
Веденецкий Павел Петрович
Горбунов Иван Михайлович
Зайцев Иван Кондратьевич
Раев Василий Егорович
Надеждин Афанасий Дмитриевич
Турин Василий Степанович
Бовин Василий Никифорович
Рачков Николай Ефимович
Иосиф (Серебряков) (? - 1862) -  инок Свято-Успенской Саровской Пустыни. В миру Серебряков Семён. Выпускник Арзамасской художественной школы. Прижизненный портрет преподобного Серафима Саровского, написанный Серебряковым, стал излюбленным образцом для копирования, а затем - основой самого распространенного иконописного извода образа святого.